# Hercegovski sandžak
Hercegovski sandžak (turško Hersek Sancağı, bosansko in črnogorsko  Hercegovački sandžak) je bila administrativna enota Osmanskega cesarstva, ustanovljena leta 1470. Upravno središče sandžaka je bila do leta 1572 Foča in zatem Taşlıca (Pljevlja). Sandžak je sprva spadal v Rumelski pašakuk in po ustanovitvi Bosanskega pašaluka leta 1580 v Bosanski pašaluk.

## Zgodovina

### 15. stoletje
Novembra 1481 je osmanski general Ayas napadel Herceg Novi in ga, verjetno januarja 1482, tudi osvojil. Sandžak je bil ustanovljen v obdobju 1483-1485. V Herceg Novem je bil ustanovljen kadiluk Hercegovskega sandžaka.

### 16. stoletje
Leta 1572 se je upravno središče sandžaka preselilo iz Foče v Pljevlja. 
Leta 1594 se je začela banatska vstaja, ki sta jo podprla srbska pravoslavna metropolita Rufim Njeguš s Cetinja in Visarijon iz Trebinja.  Leta 1596 se je vstaja razširila tudi v osmanski Črni gori in sosednji Hercegovini, zlasti po zaslugi metropolita Visariona. Dubrovniški dokument z začetka leta 1596 priča, da se je veliko hercegovskih poglavarjev na čelu z metropolitom zbralo v samostanu Trebjesa, kjer so prisegli zvestobo in obljubili, da "bodo za cesarjevo luč prispevali 20.000 junakov".  Leta  1596 sta nikšički vojvoda  Grdan in srbski patriarh Jovan Kantul (služboval 1592–1614) povedla upornike proti Osmanom in bila leta 1597 poražena na Gackem polju. Grdan in patriarh Jovan sta v naslednjih leti kljub temu še naprej načrtovala upore proti osmanski oblasti.

### 18. stoletje
Leta 1737 so Bogić Vučković in njegovi bratje med avstrijsko-turško vojno (1737-1739) organizirali upor v Hercegovini.

### 19. stoletje
Na začetku 19. stoletja je bil Bosanski pašaluk (ejalet) ena od najbolj nerazvitih in najbolj avtonomnih pokrajin Osmanskega cesarstva. Leta  1831 ja bosanski kapudan Husein Gradaščević zasedel Travnik in zahteval avtonomijo in konec vojaških reform v Bosni. Veliki vezir je izkoristil rivalstvo med bosanskimi begi in kapudani in uspel  od Gradaščevića odcepiti hercegovsko vojsko pod poveljstvom Ali Paše Rizvanbegovića. Upor je bil strt in leta 1833 je bil ustanovljen nov Hercegovski pašaluk. Južni del Bosanskega pašaluka je za pomoč v zatiranju upora za  nagrado dobil Ali Paša Rizvanbegović. Nova entiteta je obstajala samo nekaj let in bila po Rizvanbegovićevi smrti (1851) priključena k Bosanskemu pašaluku.  
Marca 1852 se je osmanski general Omar Paša odločil razorožiti Hercegovce, kar je sprožilo val nasilja. Odklonitev izročitve orožje je sprožila več spopadov med Hercegovci in Turki (lokalni islamizirani Slovani), ki so se sprevrgli v upor pod vodstvom Luke Vukalovića. 
Leta 1875 je v Hercegovini izbruhnil nov upor  pod vodstvom lokalnih Srbov proti osmanskim bosanskim mogotcem. Vzrok za upor je bilo ravnanje osmanskih bosanskih mogotcev, ki so ignorirali reforme sultana Abdulmedžida I.  Upornike sta z orožjem in prostovoljci podprli Črna gora in Srbija, katerih vladi sta 18. junija 1876 skupaj napovedali vojno Osmanskemu cesarstvu. Izbruhnili sta srbsko-turška vojna (1876-1878) in črnogorsko-turška vojna (1876-1878), ki sta sprožili rusko turško vojno (1877-1878) in veliko vzhodno krizo. Končni rezultat je bil Berlinski kongres, ki je Srbiji in Črni gori priznal neodvisnost in povečanje njunega ozemlja. Avstro-Ogrska je za 30 let okupirala Bosno in Hercegovino, ki je de iure ostala pod osmansko suverenostjo. Avstro-ogrska aneksija Bosne in Hercegovine in razširitev Črne gore na ozemlje vzhodne Hercegovine sta pomenili konec Hercegovskega sandžaka.

## Guvernerji
Seznam ni popoln.
- Ayas, osvajalec (1478–1483)
- Hadim Sinan Paša, sandžak-beg (1504–1506)[7]
- Kasim Beg [8]
- Kara Osman-beg[9]
- Sinan Paša, sandžak-beg (1547–1550)[10]
- Mehmed Beg Obrinović, sandžak-beg (okoli 1550)
- Malkoč-beg, sandžak-beg (1561–1563)[11]
- Sinan-beg Boljanić, sandžak-beg (med 1550. in 1570. leti)
- Husein Paša Boljanić, sandžak-beg (1567–1569)
- Sultanzade, sandžak-beg (1586–1593)
- Smail-aga Čengić (1654)
- Arnaut Mustafa Paša (1664)[12]
- Muharem Paša (1664)[12]
- Sohrab Mehmed Paša (1665)[12]
- Ćose Ali Paša (1666)[12]
- Ibrahim Paša Tešnjak (1667)[12]
- Mustafa-beg (okoli  1702)[navedi vir]
- Alija, sandžak-beg (okoli 1718–1719)<ref>[13]
- Ali-paša Rizvanbegović, vezir Hercegovine (1833–1851)

## Vir
- Ingrao, Charles; Samardžić, Nikola; Pešalj, Jovan, ur. (2011). The Peace of Passarowitz, 1718. West Lafayette: Purdue University Press.